# Jazygové

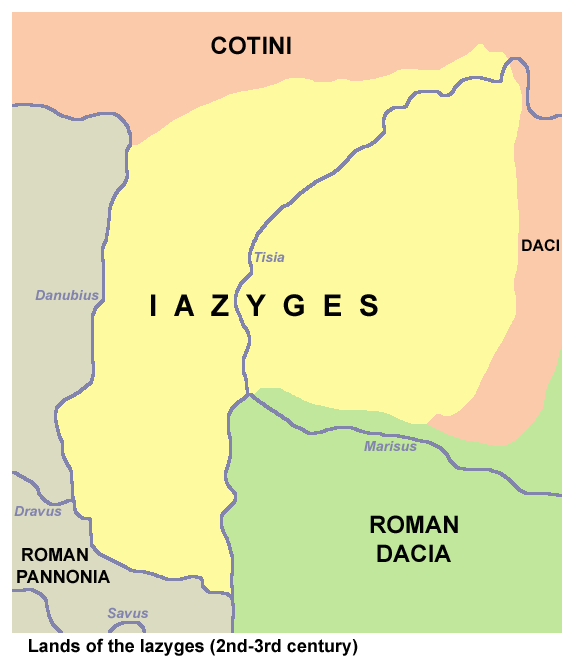
Území Jazygů v Karpatské kotlině ve 2.-3. století

Jazygové (latinsky Iazyges, starořecky Ἰάζυγες, maďarsky jazigok) byl kočovný sarmatský kmen obývající v 1. století př. n. l. stepní oblasti jižní Ukrajiny. Okolo roku 44 př. n. l. se usadili ve Velké uherské nížině na území dnešního Maďarska a Srbska poblíž dácké stepi mezi řekami Dunaj a Tisa, kde přijali polokočovný život a dostali se do kontaktu s Římskou říší. V raných vztazích s Římem sloužilo území Jazygů jako nárazníkový stát mezi Římem a Dáky; později se z něho vyvinul jeden z vládních a klientských států, přičemž Jazygové byli formálně svrchovaným římským subjektem. Během tohoto vztahu Jazygové prováděli na římské území nájezdy, což často způsobovalo trestné římské výpravy proti nim. Během dáckých válek vystupovali jako spojenci Římanů, za markomanských válek v letech 169 až 175 jako jejich nepřátelé. Zmínky o nich ustávají s koncem antické doby.
S Jazygy bývají zaměňováni Jasové, kmen patrně s Jazygy jazykově (také to byli Indoevropané) příbuzný,[zdroj?] který přišel do Uher ve 13. století. Občasné používání termínu Jazygie pro území Jasů (maďarsky Jász(ság)) je tedy nepřesné a zavádějící.